# Ганкок (Нью-Йорк)
Ганкок (англ. Hancock) — місто (англ. town) в США, в окрузі Делавер штату Нью-Йорк. Населення — 2764 особи (2020).

## Демографія
Згідно з переписом 2010 року, у місті мешкали 3224 особи в 1350 домогосподарствах у складі 825 родин. Було 2743 помешкання
Расовий склад населення:
| - 96,5 % — білих - 0,8 % — чорних або афроамериканців - 0,6 % — азіатів - 0,2 % — корінних американців |

До двох чи більше рас належало 1,5 %. Частка іспаномовних становила 3,4 % від усіх жителів.
За віковим діапазоном населення розподілялося таким чином: 21,8 % — особи молодші 18 років, 59,7 % — особи у віці 18—64 років, 18,5 % — особи у віці 65 років та старші. Медіана віку мешканця становила 46,4 року. На 100 осіб жіночої статі у місті припадало 110,3 чоловіків;  на 100 жінок у віці від 18 років та старших — 107,4 чоловіків також старших 18 років.
Середній дохід на одне домашнє господарство  становив 55 733 долари США (медіана — 45 542), а середній дохід на одну сім'ю — 64 684 долари (медіана — 59 750). Медіана доходів становила 36 714 долари для чоловіків та 32 604 долари для жінок. За межею бідності перебувало 13,5 % осіб, у тому числі 19,1 % дітей у віці до 18 років та 4,5 % осіб у віці 65 років та старших.
Цивільне працевлаштоване населення становило 1316 осіб. Основні галузі зайнятості: освіта, охорона здоров'я та соціальна допомога — 21,9 %, мистецтво, розваги та відпочинок — 16,0 %, виробництво — 14,8 %.